# La Luna: Live in Concert
La Luna: Live in Concert fue una gira mundial presentada por la cantante soprano Británica Sarah Brightman llevada a cabo en el año 2000. Se visitaron más de 150 ciudades en cuatro continentes. La gira fue una secuencia al previo lanzamiento de Brightman, La Luna.

## Fechas mundiales
Fechas en Sudamérica (2000)
- Ago 20 - Ibirapuera Park - São Paulo, Brasil
- Ago 21 - Via Funchal - São Paulo, Brasil
- Ago 23 - A.T.L. Hall - Río de Janeiro, Brasil

Fechas en Norteamérica (2000)
- Sep 15 - Corel Centre - Ottawa, ON
- Sep 16 - Air Canada Centre - Toronto, ON
- Sep 18 - Molson Centre - Montreal, PQ
- Sep 19 - Cumberland County Civic Center - Portland, ME
- Sep 19 - Auditorium Centre - Rochester, NY
- Sep 22 - Theatre at Madison Square Garden - New York, NY
- Sep 23 - Mark G. Etess Arena - Atlantic City, NJ
- Sep 24 - Oakdale Theater - Wallingford, CT
- Sep 26 - PAC - Providence, RI
- Sep 26 - Memorial Auditorium - Lowell, MA
- Sep 27 - Mann Center - Philadelphia, PA
- Sep 29 - Patriot Center - Washington D. C.
- Sep 30 - Bi-Lo Center - Greenville, SC
- Oct 01 - Scope Arena - Norfolk, VA
- Oct 04 - Nat. Car Rental Arena - Ft. Lauderdale, FL
- Oct 05 - Ice Palace - Tampa, FL
- Oct 06 - Civic Center Theater - Atlanta, GA
- Oct 08 - Saenger Theatre - New Orleans, LA
- Oct 09 - Smirnoff Music Center - Dallas, TX
- Oct 10 - Aerial Theatre - Houston, TX
- Oct 13 - Nationwide Arena - Columbus, OH
- Oct 14 - Palace Of Aubrun Hills - Aubrun Hills, MI
- Oct 15 - Gund Arena - Cleveland, OH
- Oct 17 - Xcel Energy Center - St. Paul, MN
- Oct 20 - MGM Grand - Las Vegas, NV
- Oct 21 - Santa Barbara Bowl - Santa Barbara, CA
- Oct 22 - SDSU Open Air Theatre - San Diego, CA
- Oct 24 - Universal Amphitheatre - Los Angeles, CA
- Oct 25 - Universal Amphitheatre - Los Angeles, CA
- Oct 26 - Arco Arena - Sacramento, CA
- Oct 27 - San Jose Arena - San Jose, CA
- Oct 29 - Key Arena - Seattle, WA
- Oct 30 - Rose Garden Arena - Portland, OR
- Nov 01 - Star Theatre at Spokane Arena - Spokane, WA
- Nov 02 - GM Place - Vancouver, BC
- Nov 04 - Skyreach Center - Edmonton, AB
- Nov 06 - Saddledome - Calgary, AB
- Nov 07 - Delta Center - Salt Lake City, UT
- Nov 08 - Magness Arena - Denver, CO
- Nov 11 - Arie Crown Theatre - Chicago, IL
- Nov 12 - Fox Theatre - St. Louis, MO
- Nov 13 - Van Andel Arena - Grand Rapids, MI
- Nov 15 - Riverside Theatre - Milwaukee, WI
- Nov 16 - Conseco Fieldhouse - Indianapolis, IN

Fechas en Europa (2000)
- Nov 21 -Spektrum - Oslo, Noruega
- Nov 22 - Globen - Estocolmo, Suecia
- Nov 24 - Kuppolen - Borlänge, Suecia
- Nov 25 - Scandinavium - Gotemburgo, Suecia
- Nov 26 - Forum - Copenhague, Dinamarca
- Nov 27 - Ålborghal - Ålborg, Dinamarca
- Nov 30 - Linnhall - Tallinn, Estonia
- Dic 02 - Ice Hall (Sporthall) - Tampere, Finlandia
- Dic 03 - Ahoy - Róterdam, Países Bajos
- Dic 06 - Hallenstadion - Zúrich, Suiza
- Dic 07 - Mozartsaal - Mannheim, Alemania
- Dic 08 - Philipshalle - Düsseldorf, Alemania
- Dic 10 - Olympiahalle - Múnich, Alemania
- Dic 12 - Stadthalle - Viena, Austria
- Dic 14 - ICC, Saal 1 - Berlín, Alemania
- Dic 16 - Grand Theatre - Varsovia, Polonia
- Dic 19 - Octlabrsky - San Petersburgo, Rusia
- Dic 22 - Kremi - Moscú, Rusia

Fechas en Asia (2001)
- Feb 03 - TICC - Taipéi, Taiwán
- Feb 04 - TICC - Taipéi, Taiwán
- Feb 07 - NHK Hall - Tokio, Japón
- Feb 08 - NHK Hall - Tokio, Japón
- Feb 10 - KBS Hall - Pusan, Corea del Sur
- Feb 11 - KBS Hall - Pusan, Corea del Sur
- Feb 13 -Sejong Cultural Centre - Seoul, Corea del Sur
- Feb 14 - Sejong Cultural Centre - Seoul, Corea del Sur
- Feb 18 - Tianhe Gymnasium - Guangzhou, China
- Feb 19 - Tianhe Gymnasium - Guangzhou, China
- Feb 20 - Shanghai Gymnasium - Shanghái, China
- Feb 22 - Peoples Great Hall - Beijing, China
- Feb 23 - Peoples Great Hall - Beijing, China

Fechas en Norteamérica -Segunda Parte- (2001)
- Mar 03 - Aladdin Theatre - Las Vegas, NV
- Mar 04 - Selland Arena - Fresno, CA
- Mar 05 - Bill Graham Civic Aud. - San Francisco, CA
- Mar 07 - Bank Of America Center - Boise, ID
- Mar 08 - Delta Center - Salt Lake City, UT
- Mar 10 - Winnipeg Arena - Winnipeg, MB
- Mar 12 - Fox Theatre - St. Louis, MO
- Mar 13 - Arie Crown Theater - Chicago, IL
- Mar 14 - Alliant Energy Center - Madison, WI
- Mar 16 - Breslin Events Center - East Lansing, MI
- Mar 17 - Masonic Temple Theatre - Detroit, MI
- Mar 18 - Bradley Center - Milwaukee, WI
- Mar 20 - Copps Coliseum - Hamilton, ON
- Mar 21 - Shea's Perf. Arts Ctr. - Buffalo, NY
- Mar 24 - Radio City Music Hall - New York City, NY
- Mar 26 - Pepsi Arena - Albany, NY
- Mar 27 - Fleet Center - Boston, MA
- Mar 29 - Sovereign Bank Arena - Trenton, NJ
- Mar 30 - Mellon Arena - Pittsburgh, PA
- Mar 31 - Cintas Center - Cincinnati, OH
- Apr 02 - TD Waterhouse Centre - Orlando, FL
- Apr 03 - Jacksonville Veterans Mem. - Jacksonville, FL
- Apr 04 - American Airlines Arena - Miami, FL

Fechas en Asia -Segunda Parte- (2001)
- Apr 24 - Osaka, Japón
- Apr 25 - Tokio, Japón
- Apr 26 - Tokio, Japón

Fechas en Europa -Segunda Parte- (2001)
- May 04 - Odyssey Arena - Belfast, Ireland
- May 05 - Point Arena - Dublin, Ireland
- May 10 - Royal Albert Hall - London, UK

## Lista de canciones
- Parte 1:

1.- La lune 
2.- Winter in July 
3.- Scarburough fair 
4.- Who wants to live forever 
5.- Hijo de la luna 
6.- Figlio perduto 
7.- La luna 
8.- La califfa 
9.- Pie Jesu 
10.- Nessun dorma 
- Parte 2:

11.- Siren 
12.- Whiter shade of pale 
13.- Deliver me 
14.- He doesn't see me 
15.- There for me 
16.- First of May 
17.- Twisted every way / Phantom Overture 
18.- Whishing you where somehow here again 
19.- All I ask of you 
20.- Music of the night 
- ENCORE

21.- A Question of honour 
22.- Moon river 
23.- Time to say goodbye 

## Grabación del DVD
El concierto del 4 de octubre de 2000, en Ft. Lauderdale, fue grabado y actualmente esta disponbible en formato DVD.
- Datos: Q6463522